# Elatopathes
Elatopathes is een geslacht van neteldieren uit de klasse van de Anthozoa (bloemdieren).

## Soort
- Elatopathes abietina (Pourtalès, 1874)